# Allodia retracta
Allodia retracta är en tvåvingeart som beskrevs av Eberhard Plassmann 1976. Allodia retracta ingår i släktet Allodia och familjen svampmyggor. Inga underarter finns listade i Catalogue of Life.